# Олександр Шергін
Олександр Шергін (похований 11 травня 1917 у Катеринославі) — український громадський і організаційний діяч, педагог, гірничий інженер.

## Життєпис
Як гірничий інженер за освітою (напевне, закінчив вуз у Санкт-Петербурзі) викладав у Катеринославському вищому гірничому училищі — у 1901 — 1906 гірничозаводську механіку, у 1914 — 1917 — креслення. 
У 1912 Шергін мешкав за адресою: Казанська, 2. Надвірний радник, викладач математики в Першому комерційному училищі з 1 вересня 1909.

«Це була чистої душі людина, чесна, надзвичайно порядна, дуже скромна, — зазначалося у некролозі на сторінках «Вістника товариства «Просвіта» у Катеринославі. — Далекий по своєму походженню від України чоловік, він завжди прихильно відносився до українства, і настіко міг охоче ставав до послуги нашим організаціям і справам, особливо тоді, коли було закрито «Просвіту» і її найбільш діяльні члени знайшли собі притулок під назвою «Комиссии по изучению местного края» при катеринославському Науковому Товаристві. Допомагав він українству і морально, і матеріально. 
Після революції був членом городської управи: завідував справами народної освіти.
Перетомлений працею і безладдям громадського життя, Шергін не міг видержати і, видимо, втратив душевну рівновагу і помер несподіваною, насильною смертю, яка дуже схвилювала все громадянство. На похороні було багато людей. Близькі постановили, щоб не було ніяких ні вінків, ні промов, але ця постанова не була додержана. На похороні були представники українських організацій. Один з них виступав з короткою промовою, в якій зазначив відношення О. М. Шергіна до українства».

— («Вістник». — 1917 —	10). 
За спогадами його учениці Галі Мазуренко, Шергін повісився.